# ぼくと、ぼくらの夏
『ぼくと、ぼくらの夏』（ぼくと、ぼくらのなつ）は、樋口有介による日本の推理小説。1988年、第8回サントリーミステリー大賞読者賞受賞作。

## 概要
万年平刑事の息子とテキ屋の娘が繰り広げる青春ミステリー。
樋口有介のデビュー作。サントリーミステリー大賞の選考会で、開高健とイーデス・ハンソンが絶賛した。1988年に単行本が文藝春秋から発売され、1991年には同じく文藝春秋より文庫化。尚、文庫版は2007年に復刊した。映画化ならびにテレビドラマ化されている。

## あらすじ
主人公の戸川春一はフォルクスワーゲンを乗り回している巨人ファンの刑事を父に持つ三多摩地区の高校生。
ある夏の日、同級生の岩沢訓子が変死し、それをキッカケにテキ屋の酒井組の娘である酒井麻子と急接近する。春と麻子は訓子の死因を判明するために奔走するが、ひょんなことから酒井組の用心棒である秀松から麻子の母親と戸川刑事が高校時代恋仲になって駆け落ちしたという内緒話を聞かされ2人はビックリする。しかし、追い討ちをかけるように今度は別の同級生である新井恵子も変死。
戸川刑事は春一や麻子たちの担任である村岡先生に事情聴取するが、その戸川刑事自身が村岡先生に一目惚れしてしまう。

## 映画
1990年11月3日に公開された。メインロケ地は茨城県下妻市。原作小説は多摩地域が舞台だが、この映画では、村岡先生が現役の高校教師兼FM茨城のDJという設定になっている。全編にわたりGSが流れ、暗い結末の原作とは違い、ラストはタイガース・メモリアル・クラブ・バンドの『懐かしきラブソング』にのせて遠くへ旅立つ村岡先生を戸川刑事が土浦駅で見送る切ないシーンの後、春一と麻子が大竹海岸を駆けずり回る爽やかなシーンで幕を閉じる。
キャッチコピーは「その夏は、ふたりにとって特別な“夏”になった。」。

### キャスト
- 酒井 麻子 - 和久井映見
- 戸川 春 - 大谷章
- 戸川 修造（春の父、刑事） - 蟹江敬三
- 酒井 圭吾（麻子の父、組長） - 沢田研二
- 村岡 由紀子（クラス担任） - 斎藤慶子
- 風見 敏夫（新体操部顧問） - 宅麻伸
- 朝倉 洋子（春の恋人） - 清水美砂
- 雨宮 君江 - 成田路実
- 岩沢 訓子 - 安田奈央
- 岡崎 透 - 利根川龍二
- 山田 秀松 - 下川辰平
- 酒井 春代（麻子の母、組長の妻） - 星由里子
- 戸川 真知子（春の母） - 山口果林
- 岩沢 京子 - 眉奈津子
- 寿司屋の主人 - 大和田伸也
- 管理人 - 植田芳暁
- テレビの男 - かまやつひろし
- ディレクター - 岸部シロー

### スタッフ
- 製作 - マコ・エンタープライズ
- 脚本 - 神波史男、前田順之介
- 監督 - 小平裕
- 音楽 - ミッキー吉野
- 音楽プロデューサー - 森本太郎
- 音楽監修 - 伊藤強
- 主題歌 - タイガース・メモリアル・クラブ・バンド「君よ女神のままに」
- 撮影 - 奥村正祐
- 美術 - 中村州志
- 照明 - 篠崎豊治
- 録音 - 柿沼紀彦
- 編集 - 只野信也
- 助監督 - 伊藤一男、棚橋邦夫、山本辰雄
- 制作担当 - 江島進、野口賢一
- 音響効果 - 原尚、真藤正樹
- 現像 - 東映化学
- ロケ協力 - 下妻市観光協会、土浦市商工観光課、鉾田町産業課商工係、つくば市商工観光課（筑波支所・桜支所）、結城市商工観光課 ほか
- 企画・製作者 - 井上高
- プロデューサー - 瀬戸恒雄（東映）、浅沼一郎（ポリスター）
- 製作協力 - 東映東京撮影所
- 配給 - 東映クラシックフィルム

## テレビドラマ
1990年9月15日にテレビ朝日系『土曜ワイド劇場』の一作として、『真夏の女子高生連続殺人 甘くてあぶないぼくとぼくらの夏』のタイトルで放送された。

### キャスト
- 戸川 春一 - 大沢健
- 酒井 麻子 - 浜田万葉
- 戸川 秋雄（春一の父、刑事） - 江守徹
- 酒井 春代（麻子の母） - 松原智恵子（特別出演）
- 村岡 久美子（クラス担任） - あめくみちこ
- 秀さん（酒井組組員） - 土屋嘉男
- 秋雄の元妻 - 新藤恵美
- 風見先生 - 竹田巧
- サエグサ理事長 - 大林丈史
- 中川 正樹（買春客、市役所の役人） - 信実一徳
- 岩沢 訓子（転落死した女子高生） - 長瀬静香
- 新井 恵子（轢き逃げされて死んだ女子高生） - 山口裕子
- 雨宮 キミエ（嘘の証言をした女子高生） - 中村綾
- 秋雄の上司 - 石井愃一

### スタッフ
- 監督 - 石山昭信
- プロデューサー - 春日千春（大映テレビ）、八田榮一（ABC）、西村大介（ABC）
- 脚本 - 佐伯俊道
- 撮影 - 横手丘二
- 音楽 - 近藤浩章
- 美術 - 亀岡紀
- 編集 - 椙本英雄、島村泰司
- 技術協力 - ビデオフォーカス
- ロケ協力 - J TRIP BAR
- 制作 - 朝日放送、大映テレビ株式会社

| テレビ朝日系 土曜ワイド劇場                              | テレビ朝日系 土曜ワイド劇場                                         | テレビ朝日系 土曜ワイド劇場 |
| 前番組                                                   | 番組名                                                              | 次番組                      |
| -------------------------------------------------------- | ------------------------------------------------------------------- | --------------------------- |
| 洞爺湖殺人事件 寝台特急「北斗星」への招待状 （1990.9.8） | 真夏の女子高生連続殺人 甘くてあぶないぼくとぼくらの夏 （1990.9.15） | 殺意の岐路 （1990.9.22）    |